# Tarbert (circonscription du Parlement d'Écosse)
Pour les articles homonymes, voir Tarbert.
Tarbertshire ou le sheriffdom (en) de Tarbert était une circonscription du Parlement d'Écosse.
Le 28 juin 1633, le roi Charles I, avec le consentement des Trois États, réunit le sheriffdom de Tarbert avec le sheriff d'Argyll. Le dernier commissaires de Tarbert au Parlement était Sir Lachlan Maclean de Morvern, qui siégea de 1628 à 1633.